# 富山地方鉄道立山線
立山線（たてやません）は、富山県中新川郡立山町の寺田駅と同町の立山駅とを結ぶ富山地方鉄道の鉄道路線である。

## 路線データ
- 路線距離（営業キロ）：24.2km[2]
- 軌間：1067mm[2]
- 駅数：14駅（起終点駅含む）
- 複線区間：なし（全線単線）[2]
- 電化区間：全線（直流1500V）
- 閉塞方式：自動閉塞式
- 最高速度：70km/h[1]

## 歴史

### 寺田駅 - 岩峅寺駅間
後に立山線となる路線で、最初に開業したのは、滑川駅 - 五百石駅間の路線を持っていた立山鉄道が、富山県営鉄道の建設に合わせて1921年（大正10年）に開業させた、五百石駅 - 立山駅（現在の岩峅寺駅付近。現在の立山駅とは別）間である。立山鉄道の路線は、軌間762mmの軽便鉄道であった。
寺田駅 - 五百石駅間は、本線の富山田地方駅（電鉄富山 - 稲荷町間。1969年廃止） - 上市口駅（現在の上市駅）間とともに富山電気鉄道の第一期事業として工事が始められた。その間の1931年（昭和6年）に、富山電気鉄道は立山鉄道を合併した。現在の立山線の区間にあたる五百石駅 - 立山駅は1067mmに改軌、電化された。1936年（昭和11年）には、立山駅を廃止して富山県営鉄道岩峅寺駅に乗り入れした。
- 1913年（大正2年）6月25日 立山軽便鉄道が現在の本線にあたる滑川駅 - 五百石駅間を開業[3]。軌間762mm。
- 1917年（大正6年）6月25日 立山軽便鉄道が立山鉄道に改称[1]。
- 1921年（大正10年）3月19日 五百石駅 - 立山駅（現在の岩峅寺駅付近。現在の立山駅とは別）間が開業[2][4]。
- 1931年（昭和6年）
  - 4月6日 立山鉄道が富山電気鉄道に合併される[5]。
  - 10月1日 浦田駅を稚子塚駅に改称。
  - 8月15日 寺田駅 - 五百石駅間が開業[6]。軌間1067mm、1500V電化。旧立山鉄道の寺田駅を沢端駅に改称。
- 1932年（昭和7年）12月22日 上市口駅（現在の上市駅） - 五百石駅間廃止[7]。
- 1936年（昭和11年）
  - 8月18日 五百石駅 - 岩峅寺駅が1067mmに改軌、1500V電化。立山駅を廃止して富山県営鉄道岩峅寺駅に乗り入れ開始。榎町駅、下段駅、沢中山駅廃止[8]。
  - 12月26日 下段駅再開業[9]。
- 1938年（昭和13年）9月5日 榎町駅再開業[10]。
- 1940年（昭和15年） 沢中山駅再開業[11]。
- 1942年（昭和17年）10月31日 稚子塚駅廃止[12]。

### 岩峅寺駅 - 粟巣野駅間
岩峅寺駅 - 粟巣野駅（本宮駅 - 立山駅間。1981年廃止）間は、富山県営鉄道が常願寺川の治水と電源開発のために敷設したものである。1921年（大正10年）に南富山駅 - 上滝駅間が開業したのに始まり、1923年（大正12年）には千垣駅まで延長され、1927年（昭和2年）には電化された。千垣駅から先は当初は常願寺川右岸を通り、藤橋（立山駅の対岸）に至るルートで計画されていたが、有峰ダムの建設が決まったことから、現在の常願寺川左岸を通るルートに変更された。1937年（昭和12年）に粟巣野駅まで延長された。1942年（昭和17年）に千垣駅 - 粟巣野駅間は県営電力事業とともに日本発送電に譲渡されたが、運営は引き続き県が行った。1943年（昭和18年）の交通大統合により、県営鉄道・日本発送電の鉄道ともに富山地方鉄道に譲渡された。
戦後の1954年4月から、小見駅（現・有峰口駅） - 粟巣野駅間を立山開発鉄道（2005年（平成17年）に立山黒部貫光に合併）にいったん譲渡する。粟巣野駅 - 千寿ヶ原駅（現在の立山駅）間は、立山開発鉄道によって1955年（昭和30年）に開業し、1962年（昭和37年）に小見駅 - 粟巣野駅間とあわせて富山地方鉄道に譲渡された。
- 1921年（大正10年）
  - 4月25日 現在の上滝線にあたる南富山駅 - 上滝駅間が開業[2][14]。
  - 8月20日 上滝駅 - 岩峅寺駅が開業[2][15]。
  - 10月11日 岩峅寺駅 - 横江駅（後の上横江駅・1997年廃止）間が開業[16]。
- 1923年（大正12年）4月20日 横江駅 - 千垣駅が開業[2][17]。
- 1927年（昭和2年）6月10日 全線600V電化[18]。
- 1931年（昭和6年）5月15日 尖山駅（現在の横江駅）開業。
- 1937年（昭和12年）
  - 6月20日 全線の架線電圧を1500Vに昇圧。
  - 10月1日 千垣 - 粟巣野駅が開業[2][19]。
- 1942年（昭和17年）6月1日 千垣駅 - 粟巣野駅間を日本発送電に譲渡[20]。
- 1943年（昭和18年）1月1日 県営鉄道・日本発送電の鉄道ともに富山地方鉄道に譲渡[21]。電鉄富山駅 - 粟巣野駅間が立山線（電鉄富山 - 稲荷町間は本線との単線並列）、寺田駅 - 岩峅寺駅間が五百石線となる[22]。

### 富山地方鉄道に合併後
- 1943年（昭和18年）6月20日 旧富南線区間の一部（稲荷町 - 南富山間）が電化される。
- 1946年（昭和21年）
  - 6月1日 本線との単線並列区間（電鉄富山駅 - 稲荷町駅間）が電化され、南富山駅経由で電鉄富山駅 - 粟巣野駅間の直通運転開始[23]。
  - 同年以降 稚子塚駅開業[12]。
- 1948年（昭和23年）7月27日 - 富山行電車と貨物列車が正面衝突。死者（運転手）1人、重傷4人、軽傷10人[24]。
- 1954年（昭和29年）
  - 4月1日 小見駅（現在の有峰口駅） - 粟巣野駅間が立山開発鉄道に譲渡。
  - 8月1日 粟巣野駅 - （仮）立山駅間が開業[12]。
- 1955年（昭和30年）7月1日 （仮）立山駅 - 千寿ヶ原駅（現在の立山駅）間が開業[12]。
- 1959年（昭和34年）1月1日 五百石駅を立山町駅（現在の五百石駅）に改称。
- 1962年（昭和37年）4月1日 小見駅 - 粟巣野駅 - 千寿ヶ原駅が富山地方鉄道に譲渡。
- 1965年（昭和40年）4月15日 尖山駅を横江駅に、横江駅を上横江駅に改称。
- 1969年（昭和44年）4月1日 路線名変更。五百石線が立山線に編入され[25]、立山線稲荷町駅 - 南富山駅間を不二越線、南富山駅 - 岩峅寺駅間を上滝線として分離[26]。寺田駅 - 千寿ヶ原駅間が立山線になる。電鉄富山駅 - 立山駅間の列車を上滝経由から寺田経由に変更。
- 1970年（昭和45年）7月1日 立山町駅を五百石駅に、小見駅を有峰口駅に、千寿ヶ原駅を立山駅に改称。
- 1971年（昭和46年）
  - 立山黒部アルペンルートが開通。国鉄のスキー列車が立山線へ乗り入れ開始。
  - 10月 同年春の拠点間高速輸送と区間生活輸送の分離とする基本ダイヤ再編成に基づき、拠点間高速輸送に比重を置くため、稚子塚駅、田添駅、沢中山駅、上横江駅の廃止の申し入れを地元関係自治体に行ったが、地元住民が足を奪うとして強硬に反対し、結果、地元関係自治体が地区普通列車運行経費の一部を負担するなどで解決策を見い出し、全駅存続となった[27]。
- 1975年（昭和50年）富山中部広域農道を五百石線線路の下側に通すため、榎町駅 - 下段駅間で線路を一旦東側に迂回[28]。
- 1976年（昭和51年）7月8日 CTC化[29]。
- 1981年（昭和56年）5月22日 有峰口駅 - 立山駅間の粟巣野駅廃止。
- 1997年（平成9年）4月1日 横江駅 - 千垣駅間の上横江駅廃止。ワンマン運転開始[30]。
- 2019年（平成31年）3月16日 全駅で駅ナンバリングを実施[31]。
- 2025年（令和7年）4月15日 この日のダイヤ改正より岩峅寺 - 立山間は冬季（12月上旬 - 4月中旬）の観光オフシーズン中は朝夕のラッシュ時のみの運行となる[32]。

## 運行形態
普通列車と快速急行が運行される。全列車が電鉄富山駅発着で、電鉄富山駅 - 寺田駅間は本線に乗り入れる。
快速急行は後述の特急が運休される冬季の早朝に下り1本のみ設定されていた。この列車は2013年12月26日のダイヤ改正で急行から快速急行に格上げされた。急行時代と停車駅は同じである。2023年度までは通年運行されていたが、2024年4月15日のダイヤ改正で特急運行期間中は特急に格上げされたのち、2025年4月15日のダイヤ改正で岩峅寺行きの普通列車に格下げされて廃止された。
運転パターンは電鉄富山駅 - 立山駅間の全線を走る列車が約60分おき（深夜を除く）に設定されているほか、電鉄富山駅 - 岩峅寺駅間の区間列車が多数設定されている。電鉄富山駅からは不二越・上滝線経由の岩峅寺行きも発着しているため、列車の方向幕や電鉄富山駅の行先案内板の備考欄には立山線系統の岩峅寺行きは「寺田経由」（立山行きも同様）、不二越・上滝線系統の岩峅寺行きには「南富山経由」と付加されている。なお、2025年4月15日のダイヤ改正以降、冬季（12月上旬 - 4月中旬）の観光オフシーズン中の日中の列車は岩峅寺駅で折返しとなり、岩峅寺駅 - 立山駅間は朝晩のみの運転となっている。
立山黒部アルペンルートの開設期間（4 - 11月）には、特急「立山」が1往復運行されている。2013年12月26日のダイヤ改正で新設された（実際の運行開始は2014年4月16日）。2021年4月1日のダイヤ改正前時点では、朝に下り1本（土休日2本）、夕方に上り2本（土休日3本）が設定されていたが、同改正で廃止された。2023年4月15日のダイヤ改正より1往復が再設定され、2024年4月15日改正では前述の快速急行から格上げも含めて下りが3本、上りが1本（土休日2本）の体制となった。かつても同じ停車駅で特急が運行されており、電鉄富山駅の停車駅案内では廃止後も特急の案内が残されていた。
休日には宇奈月温泉駅 - 立山駅間で「アルペン特急」が運行されている。立山線内の途中停車駅はない。2021年4月のダイヤ改正までは、平日1往復、土休日1.5往復が設定され、同改正からは立山行き1本のみが設定されていたが、2022年4月15日のダイヤ改正で運転が取り止められた。本線の特急「うなづき」とは違いゴールデンウィークや夏休みなどの行楽シーズンに合わせた不定期運転列車になっていた。2023年4月15日のダイヤ改正より、休日に宇奈月温泉発立山行き片道1本のみ運行を再開した。
以前は日本国有鉄道（国鉄）・西日本旅客鉄道（JR西日本）や名古屋鉄道（名鉄）から特急・急行列車が乗り入れていたが、名鉄は1983年、JR西日本は1999年11月を最後に乗り入れがなくなっている。

## 車窓
寺田駅から岩峅寺駅にかけては郊外および田園風景が広がる中を走る。岩峅寺駅から先は山岳鉄道の様相を呈し、森に囲まれた急坂を立山駅に向けて登っていく。
立山駅に近づくと常願寺川の渓流が望め、千垣駅 - 有峰口駅間の千垣橋梁と立山駅西側の真垣鉄橋の2つの橋では観光のために徐行運転が行われることがあり、橋上からの景色を眺めることができる。

## 駅一覧
- 全線富山県内に所在。
- 線路（全線単線） … ◇：列車交換可、｜：列車交換不可
- ●は停車、｜、↓は通過（矢印は片方向のみ運転）。
- 普通列車は各駅に停車。

| 駅番号 | 駅名     | 駅間 キロ | 営業 キロ | 特急 | アルペン特急 | 接続路線                                                         | 線路 | 所在地          |
| ------ | -------- | --------- | --------- | ---- | ------------ | ---------------------------------------------------------------- | ---- | --------------- |
| T08    | 寺田駅   | -         | 0.0       | ●    | ●            | 富山地方鉄道：本線（電鉄富山方面直通）                           | ◇    | 中新川郡 立山町 |
| T44    | 稚子塚駅 | 1.4       | 1.4       | ｜   | ↓            |                                                                  | ｜   | 中新川郡 立山町 |
| T45    | 田添駅   | 0.7       | 2.1       | ｜   | ↓            |                                                                  | ｜   | 中新川郡 立山町 |
| T46    | 五百石駅 | 1.6       | 3.7       | ●    | ↓            |                                                                  | ◇    | 中新川郡 立山町 |
| T47    | 榎町駅   | 0.9       | 4.6       | ｜   | ↓            |                                                                  | ｜   | 中新川郡 立山町 |
| T48    | 下段駅   | 1.1       | 5.7       | ｜   | ↓            |                                                                  | ｜   | 中新川郡 立山町 |
| T49    | 釜ヶ淵駅 | 1.7       | 7.4       | ｜   | ↓            |                                                                  | ｜   | 中新川郡 立山町 |
| T50    | 沢中山駅 | 1.2       | 8.6       | ｜   | ↓            |                                                                  | ｜   | 中新川郡 立山町 |
| T51    | 岩峅寺駅 | 1.6       | 10.2      | ●    | ↓            | 富山地方鉄道：上滝線                                             | ◇    | 中新川郡 立山町 |
| T52    | 横江駅   | 3.3       | 13.5      | ｜   | ↓            |                                                                  | ｜   | 中新川郡 立山町 |
| T53    | 千垣駅   | 3.8       | 17.3      | ｜   | ↓            |                                                                  | ｜   | 中新川郡 立山町 |
| T54    | 有峰口駅 | 0.6       | 17.9      | ●    | ↓            |                                                                  | ◇    | 富山市          |
| T55    | 本宮駅   | 1.5       | 19.4      | ｜   | ↓            |                                                                  | ｜   | 富山市          |
| T56    | 立山駅   | 4.8       | 24.2      | ●    | ●            | 立山黒部貫光：立山ケーブルカー（鋼索線：立山黒部アルペンルート） | ◇    | 中新川郡 立山町 |

### 廃駅
- 上横江駅（横江駅 - 千垣駅間、1921年（大正10年）10月11日開業、1997年（平成9年）4月1日廃止）[12]
- 芦峅寺駅（本宮駅 - 粟巣野駅間、1937年（昭和12年）10月1日開業、1953年（昭和28年） - 1957年（昭和32年）頃廃止）[12]
- 粟巣野駅（本宮駅 - 立山駅間、1937年（昭和12年）10月1日開業、1981年（昭和56年）5月22日廃止）
- 立山駅（仮駅、粟巣野駅 - 立山駅間、1954年（昭和29年）8月1日開業、1955年（昭和30年）7月1日廃止）[12]